# Humbertium
Humbertium este un gen de viermi plați tereștri⁠(d) din subfamilia Bipaliinae⁠(d) (viermi plați cu cap ciocan).

## Descriere
Speciile genului Humbertium se caracterizează prin prezența unei papile a penisului bine dezvoltată în aparatul copulator, asemănătoare cu cea din genul Bipalium⁠(d), dar cu ovoviteloducte care pătrund în atriul feminin anterior și nu posterior ca la Bipalium.

## Etimologie
Genul Humbertium este numit după naturalistul elvețian Aloïs Humbert⁠(d), care a descris mai multe specii din Sri Lanka, acum clasificate în acest gen.

## Specii
Genul Humbertium conține următoarele specii:
- Humbertium core (de Beauchamp, 1930)
- Humbertium covidum Justine, Gastineau, Gros, Gey, Ruzzier, Charles & Winsor, 2022[3]
- Humbertium depressum (Ritter-Záhony, 1905)
- Humbertium diana (Humbert, 1862)
- Humbertium dodabettae (de Beauchamp, 1930)
- Humbertium ferruginoideum (Sabussowa, 1925)
- Humbertium kelleri (von Graff, 1899)
- Humbertium longicanale (Sabussowa, 1925)
- Humbertium palnisium (de Beauchamp, 1930)
- Humbertium penangense (Kawakatsu, 1986)
- Humbertium penrissenense (de Beauchamp, 1925)
- Humbertium phebe (Humbert, 1862)
- Humbertium proserpina (Humbert, 1862)
- Humbertium pseudophallicum (de Beauchamp, 1925)
- Humbertium ravenalae (von Graff, 1899)
- Humbertium subboreale (Sabussowa, 1925)
- Humbertium umbrinum (Geba, 1909)
- Humbertium voigti (von Graff, 1899)
- Humbertium woodworthi (von Graff, 1899)